# Hank Luisetti
Angelo Enrico Luisetti, más conocido como Hank Luisetti (San Francisco, California, 16 de junio de 1916 - San Mateo, California, 17 de diciembre de 2002) fue un jugador de baloncesto estadounidense. Con 1.88 metros de estatura, jugaba en la posición de alero. En el año 1959 fue nominado Basketball Hall of Fame.

## Biografía
Hijo de un inmigrante italiano, Luisetti creció en la ciudad californiana de San Francisco, donde asistió a la Galileo Galilei High School. Destacándose como jugador de baloncesto, fue becado por la Universidad de Stanford para que estudiase allí y representase deportivamente a la institución.
Aprovechando sus capacidades atléticas, Luisetti hacía cosas en la cancha que eran inusuales para la época: saltaba alto para tomar rebotes, realizaba pases de una punta del campo de juego a la otra y hacia rebotar la pelota por detrás de su espalda cuando avanzaba en la ofensiva. De todos modos lo que más asombro causaba era su modo de tirar al aro: era normal en la década de 1930 lanzar usando las dos manos, con los pies fijos sobre el suelo; sin embargo Luisetti rompió con esa práctica hegemónica haciendo sus tiros con una sola mano, lo que lo ayudaba a evitar que lo bloquearan. Además solía arrojar el balón en movimiento y a veces dando un pequeño salto previo, lo que lo convertiría en un precursor de la invención de la técnica del tiro en suspensión (Ken Sailors, a quien se le acredita la creación de ese tipo de tiro, reconoció haber desarrollado la técnica inspirado en los movimientos de Luisetti, a quien vio jugar durante su adolescencia en Denver).
Considerado una estrella del baloncesto universitario en la Costa Oeste, ganó también la admiración de los aficionados de la Costa Este después de que los Stanford Indians vencieran a los LIU Beemen en un mítico partido disputado el 30 de diciembre de 1936 en el Madison Square Garden, donde le cortaron a los neoyorquinos una racha de 43 partidos invictos.
Siendo hacia 1938 probablemente el baloncestista más popular de los Estados Unidos, buscó capitalizar su fama filmando la película Campus Confessions. A causa de ello, cuando dejó la universidad, fue suspendido por un año de la práctica del deporte amateur, acusado de haber violado los códigos de conducta que regulaban la actividad. Pese a recibir numerosas ofertas para jugar con equipos profesionales, Luisetti las rechazó a todas y aguardó hasta 1940 para poder volver a participar de los torneos organizados por la AAU.
Jugó con el San Francisco Olympic Club, equipo de su ciudad natal, y con los prestigiosos Phillips 66ers, pero en 1942 se unió a la Fuerza Aérea de los Estados Unidos para combatir en la Segunda Guerra Mundial. Allí integraría el equipo de la St. Mary's Pre-Flight School. 
En noviembre de 1944 se infectó de meningitis, por lo que se vio obligado a tomar una medicación que terminó afectándolo físicamente. Ese malestar lo motivó a dejar de jugar. 
Después de la guerra Ned Irish, el fundador de los New York Knickerbockers, intentó convencerlo para que se uniera al equipo, pero Luisetti prefirió permanecer en California y convertirse en vendedor de autos de la compañía Chevrolet. Volvió al baloncesto poco después, pero no como jugador sino como entrenador de los Stewart Chevrolets, equipo que conocería el éxito en la AAU a principios de la década de 1950.
En 1959 fue uno de los primeros cuatro jugadores de baloncesto en ser incluido en el Salón de la Fama del Baloncesto, junto con Charley Hyatt, George Mikan y John Schommer.